# RT-20P
El RT-20P fue un misil balístico intercontinental (ICBM) experimental desarrollado pero no desplegado por la Unión Soviética durante la Guerra Fría. El sistema de control fue diseñado en NPO "Electropribor" (Járkov, Ucrania). Se le asignó el nombre de informe de la OTAN SS-15 Scrooge y llevaba el índice GRAU 8K99. El RT-20 fue el primer misil balístico intercontinental móvil diseñado por la Unión Soviética. Su plataforma de lanzamiento se basó en el tanque T-10.